# 테마 시리즈
《테마 시리즈》는 1993년 8월 30일부터 1993년 11월 9일까지 방영된 SBS 월화 드라마로, 연작 드라마 형식이다.
한편, <테마 시리즈>부터 이 작품의 후속작인 머나먼 쏭바강까지 SBS의 9시 월화드라마 시간대는 한동안 '월화 미니시리즈'란 타이틀이 붙었다.

## 제1화 사랑이라 부르는 것

### 제1부 이웃 간의 사랑 이야기
- 방영일 : 1993년 8월 30일 ~ 8월 31일
- 원작 : 혼자도는 바람개비
- 극본 : 최현경
- 연출 : 이장수
- 출연 : 주가람, 최정, 이덕화, 민해경, 박원숙, 홍학표
- 내용 : 어려운 환경 속에서도 꿋꿋이 살아가는 소년소녀 가장과 따뜻한 이웃의 사랑을 통해 우리 사회가 갖고 있는 진한 인정을 그린 이웃 간의 이야기.

### 제2부 가족 간의 사랑 이야기
- 방영일 : 1993년 9월 6일 ~ 9월 7일
- 원작 : 민초희
- 극본 : 권윤경
- 연출 : 이장수
- 출연 : 이주희, 이덕화, 박원숙, 민해경, 최상훈, 김은정
- 내용 : 불치병으로 시한부 인생을 사는 한 소녀의 가정을 통해 가족끼리 합심하여 그 소녀의 영혼을 치유해 가는 과정과 남은 사람들이 사랑으로 살아가는 이야기를 통해 가족 구성원간의 관계를 새롭게 정립해 본다.

### 제3부 형제 간의 사랑 이야기
- 방영일 : 1993년 9월 13일 ~ 9월 14일
- 원작 : 최인호
- 극본 : 신계식
- 연출 : 이장수
- 출연 : 홍학표, 최상진, 박원숙, 김용림, 김은정
- 내용 : 이복형제 간의 우정을 통해 방 안의 시야에서 벗어나 넓은 세상을 바라보게 되는 형제들의 이야기.

### 제4부 적과의 사랑 이야기
- 방영일 : 1993년 9월 20일 ~ 9월 28일
- 극본 : 이석영, 이춘희
- 연출 : 이장수
- 출연 : 이덕화, 민해경, 박원숙, 홍학표, 김태진
- 내용 : 탈옥한 탈주범과 그의 인질이 된 가수의 도주과정을 통해 세상을 사랑의 시선으로 바꿔 보게 되는 이야기.

## 제2화 아버지
- 방영일 : 1993년 10월 4일 ~ 10월 26일
- 극본 : 이미혜
- 연출 : 김한영
- 출연 : 박규채, 서희라, 최명길, 임채무, 하미혜
- 내용 : 직장과 가정에서 자신의 위치를 제대로 마련하지 못했던, 그러나 자식들을 위하여 일생을 희생했던 아버지의 이야기를 통해 가족간 사랑의 소중함을 일깨운다.

## 제3화 아버지, 어느날 갑자기
- 방영일 : 1993년 11월 1일 ~ 11월 9일
- 극본 : 주은희
- 연출 : 고흥식
- 출연 : 주현, 김민정, 김미선, 남성진, 오대규
- 내용 : 평온했던 가정이 어느날 갑자기 불의의 사고로 불구의 몸이 되는 아버지로 인해 겪는 일들을 그린다.